# Jean Greisch
Jean Greisch (Koerich, 1º aprile 1942) è un filosofo e storico della filosofia francese.

## Biografia
È stato professore ordinario di Filosofia della religione e poi decano della Facoltà di filosofia, presso l'Institut Catholique de Paris. Dal 2009 al 2012 è stato titolare della cattedra «Romano Guardini» presso l'Università Humboldt di Berlino.
Diverse sono le sue pubblicazioni in francese. Si occupa soprattutto di fenomenologia di Martin Heidegger e di filosofia della religione. Ha al suo attivo diversi contributi presso l'Archivio di Filosofia.
Un suo studio molto importante è quello sui diversi paradigmi che la ragione ha assunto durante la storia del pensiero: Le Buisson ardent et les Lumières de la Raison.